# CS Universitatea Craiova
Universitatea Craiova je nogometni klub iz Rumunjske, iz grada Craiove.
Dres je bijelo plavi.
Prvi put su se pojavili u 1. ligi u sezoni 1964./65.
Prije je nosila ime Ştiinţa Craiova, od 1948./1966.

## Klupski uspjesi
Rumunjsko prvenstvo: 1973./74., 1979./80., 1980./81., 1990./91.
Rumunjski kup: 1976./77., 1977./78., 1980./81., 1982./83., 1990./91., 1992./93., 2017./18.
sudionik završnice kupa': 1974./75., 1984./85., 1993./94., 1997./98., 1999./2000.
Kup UEFA: poluzavršnica 1982./83.